# Ожеов ефекат
Ожеов ефекат (Ожеов електрон) је емисија секундарног електрона из атомског омотача проузрокована емисијом електрона (стимулисаном спољашњим агенсом) из стања са великом везивном енергијом. Овај секундарни електрон, који излеће из слабије везаног стања, назива се Ожеов електрон. На његово место углавном долази сусједни електрон са већом везивном енергијом, који тај вишак енергије емитује као фотон - у пракси је познат као карактеристични фотон (јер има познату енергију). На тај начин је могуће добити и рендгенске зраке или гама зрачење..
Ефекат и секундарни електрон име су добили по француском физичару Пјеру Ожеу (фр. Pierre Victor Auger) који је појаву описао.

## Ефекат
Ефекат је први пут открила Лиза Мајтнер 1922. године; Пјер Виктор Оже је независно открио ефекат убрзо након тога и придају му се заслуге за откриће од стране већине научне заједнице.
При избацивању, кинетичка енергија Ожеовог електрона одговара разлици између енергије почетног електронског прелаза у празнину и енергије јонизације за електронски омотач из којег је Ожеов електрон избачен. Ови нивои енергије зависе од врсте атома и хемијске средине у којој се атом налазио.
Ожеова електронска спектроскопија укључује емисију Ожеових електрона бомбардовањем узорка било рендгенским зрацима или енергетским електронима и мери интензитет Ожеових електрона који настају као функција енергије Ожеових електрона. Добијени спектри се могу користити за одређивање идентитета емитујућих атома и неких информација о њиховом окружењу.
Ожеова рекомбинација је слична Ожеовом ефекту али се јавља у полупроводницима. Електрон и електронска рупа (пар електрон-рупа) могу рекомбиновати дајући своју енергију електрону у проводном појасу, повећавајући његову енергију. Обрнути ефекат је познат као ударна јонизација.
Ожеов ефекат може утицати на биолошке молекуле као што је ДНК. Након јонизације К-љуске компонентних атома ДНК, Ожерови електрони се избацују што доводи до оштећења његове шећерно-фосфатне кичме.

## Историја
Овај процес емисије електрона теоријски је предвидео Роселанд 1923. а прва је открила Лиза Мајтнер 1920. године и објавила 1922/3. Касније је процес открио и Оже, објавио 1925. године и дао му своје име.
Француски физичар Пјер Виктор Оже га је независно открио 1923. године након анализе експеримента Вилсонове маглене коморе и постао је централни део његовог докторског рада.  Рендгенски зраци високе енергије су примењени да би се јонизовале честице гаса и посматрали фотоелектрични електрони. Посматрање електронских трагова који су били независни од фреквенције упадног фотона сугерисали су механизам за јонизацију електрона који је био узрокован унутрашњом конверзијом енергије из транзиције без зрачења. Даља истраживања и теоријски рад користећи елементарну квантну механику и прорачуне брзине прелаза/вероватноће прелаза, показали су да се ради о безрадијационом ефекту, пре него ефекту унутрашње конверзије.